# Acianthera teres
Acianthera teres é uma pequena espécie de orquídea (Orchidaceae) originária do Brasil, antigamente subordinada ao gênero Pleurothallis. Ocorre nos estados de Minas Gerais, Espírito Santo, Rio de Janeiro e Bahia. Ocorre nos biomas do Cerrado e Mata Atlântica. É rupícola e apresenta adaptações xerofíticas incomuns para seu gênero. Por possuir ampla variabilidade em todas as suas característica, torna difícil o reconhecimento de possíveis espécies diferentes ou, ao menos, unidades infraespecíficas. Miller et al. (2006) afirmam que a floração da espécie na Serra dos Órgãos ocorre de dezembro a fevereiro. Em 2005, foi citada como vulnerável na Lista de Espécies da Flora Ameaçadas do Espírito Santo, no sudeste do Brasil; e em 2014, como pouco preocupante na Lista Vermelha de Ameaça da Flora Brasileira do Centro Nacional de Conservação da Flora (CNCFlora). Também ocorre na Lista CITES de Plantas (família das Orquídeas [A-E]) - Apêndice II para a Região de Latino América e Caribe (LAC) en vigor desde 22 de junho de 2021.